# Tennis Europe
Tennis Europe (tidligere kendt som European Tennis Association) blev grundlagt i Italiens hovedstad Rom den 31. maj 1975 af 17 europæiske nationale tennisforbund som et regionalt styrende organ for tennissporten, under International Tennis Federation. Det er verdens største regionale sammenslutning under ITF med 50 medlemslande i 2018.
I Danmark er Dansk Tennis Forbund medlem af Tennis Europe.